# Herbert Seifert
Karl Johannes Herbert Seifert  (Bernstadt auf dem Eigen, 27 de mayo de 1907 – Heidelberg, 1 de octubre de 1996) fue un matemático alemán, conocido por sus contribuciones en el campo de la topología.   

## Biografía
Seifert nació en Bernstadt auf dem Eigen, pero desde niño vivió en Bautzen, ya que su padre era allí funcionario judicial, y en dicha ciudad recibió toda su educación básica. En 1926 ingresó en la Universidad Técnica de Dresde para estudiar física y matemáticas. Al año siguiente asistió a un curso de topología impartido por William Threlfall que, no sólo le convirtió en un estudiante entusiasta de esta materia, sino que inició, a pesar de la diferencia de edad, una larga amistad entre profesor y alumno. Entre 1928 y 1929 pasó un semestre en la Universidad de Gotinga, donde conoció a topólogos como Pável Aleksándrov y Heinz Hopf. En 1930 obtuvo el doctorado en Dresde con una tesis titulada Konstruktion dreidimensionaler geschlossener Räume ("Construcción de espacios tridimensionales cerrados"), que contiene el teorema de Seifert-van Kampen.
A continuación, acudió becado a la Universidad de Leipzig, donde en 1932 obtuvo un segundo doctorado dirigido por Bartel van der Waerden, con una tesis titulada Topologie 3-dimensionaler gefaserter Räume ("Topología de espacios fibrados tridimensionales") sobre las variedades tridimensionales que más tarde se conocerían como fibrados de Seifert. Durante esta época mantuvo un estrecho contacto con Threlfall, con quien publicó en 1934 su primer libro conjunto, Lehrbuch der Topologie ("Lecciones de Topología"), en el que se exponía con claridad todo lo que se conocía de topología en ese momento y que fue traducido a varios idiomas. Ese mismo año fue nombrado profesor asociado en Dresde.
En 1935, Seifert fue destinado a la Universidad de Heidelberg para sustituir a Heinrich Liebmann, un profesor judío que había sido destituido tras la llegada al poder de los nazis. Desde 1937 fue profesor titular en Heidelberg, donde permanecería hasta su jubilación, a excepción de la época de la Segunda Guerra Mundial, donde estuvo trabajando como investigador en el Instituto de Dinámica de Gases de la Luftwaffe en Brunswick.
En 1948-1949, Seifert fue invitado por Marston Morse al Instituto de Estudios Avanzados de Princeton. El 13 de septiembre de 1949, poco después de regresar a Alemania, se casó con Katharina Korn.
Se jubiló en 1975. Dirigió las tesis de Albrecht Dold, Dieter Puppe y Horst Schubert, entre otros.
En 1980 hizo trasladar los restos de Threlfall (que había muerto en Oberwolfach en 1949) al cementerio de Heidelberg, donde también fue enterrado él mismo en 1996.
Seifert fue miembro de las Academias de Ciencias de Heidelberg y Gotinga. En 1992 fue nombrado miembro honorario de la Sociedad Matemática Alemana (Deutsche Mathematiker-Vereinigung).

## Selección de publicaciones
- «Konstruktion dreidimensionaler geschlossener Räume», Berichte Sächs. Akad. Wiss., 1931 (tesis)
- «Topologie dreidimensionaler gefaserter Räume», Acta Mathematica, 1933 (2ª tesis)[6]
- «Verschlingungsinvarianten», Sitzungsber. Preuß. Akad. Wiss., vol. 16, 1933, pp. 811-828 (tesis de habilitación, defendida en 1934)
- con W. Threlfall: Lehrbuch der Topologie, Teubner, 1934[6]
- con W. Threlfall: Variationsrechnung im Grossen, Teubner, 1938[7]
- con W. Threlfall: Topologische Untersuchungen der Diskontinuitätsbereiche endlicher Bewegungsgruppen des dreidimensionalen sphärischen Raumes 1 y 2, Math. Annalen, 1931 y 1933
- «Über das Geschlecht von Knoten», Math. Annalen, 1935 leer en línea
- «Die hypergeometrischen Differentialgleichungen der Gasdynamik», Math. Annalen, 1947/9 leer en línea

## Eponimia
- Fibrado de Seifert
- Superficie de Seifert
- Matriz de Seifert
- Conjetura de Seifert, según la cual cada campo vectorial continuo no singular en la esfera 3-dimensional tiene una órbita periódica. Originalmente fue formulada por Seifert como pregunta, y no como conjetura. Fue refutada por Paul A. Schweitzer en 1974 con un contraejemplo en {\displaystyle C^{1}}. En 1993, Krystyna Kuperberg proporcionó un contraejemplo infinitamente diferenciable.